# Sanajor
Sanajor (Schreibvariante: Sangajor, Sangajorr) ist eine Ortschaft im westafrikanischen Staat Gambia.
Nach einer Berechnung für das Jahr 2013 leben dort etwa 1473 Einwohner, das Ergebnis der letzten veröffentlichten Volkszählung von 1993 betrug 655.

## Geographie
Sanajor liegt in der West Coast Region, Distrikt Foni Kansala. Der Ort liegt an der South Bank Road, zwischen Bwiam und Kalagi.

## Söhne und Töchter des Ortes
- Abdoulie Bojang (1960–2024), Politiker